# Ludovic de Colleville
Ludovic Vicomte de Colleville (* 1855 in Vigeois, Département Corrèze; † 1918 in Paris) war ein französischer Beamter, Autor und hoher Funktionär des Vatikans. Er arbeitete vor allem zu politischen Fragen und zur Religionsgeschichte. Darüber hinaus publizierte er Gedichte und Essays, vor allem aber Übersetzungen Henrik Ibsens ins Französische. Seine Werke über Ibsen (Le Maître Du Drame Moderne: Ibsen; L’Homme et L’Oeuvre) und Johann von Kalb (1885) wurden im Jahr 2010 neu aufgelegt.
Nachdem er eine Zeit lang als Unterpräfekt es Vatikans amtierte, wurde er 1903 zum päpstlichen Geheimkämmerer unter Papst Pius X. ernannt und war in dieser Funktion für die Finanzverwaltung des Vatikans zuständig.

## Werke
- Gemeinsam mit Fritz de Zepelin: Les missions secrètes du général-major baron de Kalb. Et son rôle dans la guerre de l’indépendance américaine. 1885; Neuauflage 2010
- Proverbes danois. 1892
- Proverbes niçois. In: La Tradition. Band 4, 1894
- Gemeinsam mit Fritz de Zepelin: L’Empereur de Russie et la cour de Danemark. 1894
- Gemeinsam mit Fritz de Zepelin: Le Maître Du Drame Moderne. Ibsen; L’Homme Et L’Oeuvre. Neuauflage 2010
- La Question monétaire et la frappe libre de l’argent. 1896
- L’antisémitisme et les Droits de l’homme. In: L’Humanité nouvelle. 2e année, t. 2, vol. 3, 1898
- Le Duc d’Orléans intime. 1905 (bezogen auf Louis Philippe Robert d’Orléans, duc d’Orléans)
- Le Cardinal Lavigerie. 1905
- Carlos Ier intime. Ouvrage illustré de planches hors texte. 1906
- Pie X intime. Le prêtre. L’évêque. Le patriarche. Les dessous du Conclave. 1906
- Gemeinsam mit François Coppée: Figures de femmes. Eugénie de Guérin intime. 1907
- Albert de Monaco intime. Ouvrage illustrée de planches hors texte. 1908
- Un Crime du Second Empire. Le guet-apens de Castelfidardo. 1910
- Les Dessous de la Séparation. Neuauflage 2010
- Gemeinsam mit François de Saint-Christo: Les ordres du roi. Répertoire général contenant les noms et qualités de tous les chevaliers des Ordres royaux, militaires et chevaleresques ayant existé en France de 1099 à 1830. Avec une histoire des Ordres du Saint-Esprit, de Saint-Michel, de Saint Louis. 1924